# Wish Upon
Wish Upon (7 Desejos, no Brasil) é um filme de terror sobrenatural estadunidense de 2017, dirigido por John R. Leonetti, escrito por Barbara Marshall e estrelado por Joey King, Ki Hong Lee, Sydney Park, Elisabeth Röhm e Ryan Phillippe. O filme conta a história de uma adolescente que encontra uma caixa mágica que é capaz de lhe conceder desejos, mas que mata alguém próximo a ela toda vez que ela o faz.
O filme foi lançado nos cinemas em 14 de julho de 2017 pela Broad Green Pictures e Orion Pictures. O longa-metragem foi recebido com críticas negativas pela mídia especializada e arrecadou US$ 20 milhões em bilheterias ao redor do mundo.

## Enredo
Clare Shannon, uma adolescente de 17 anos de idade, é assombrada pela memória do suicídio de sua mãe. Certo dia o seu pai, Jonathan, ex-músico e organizador compulsivo que possui o hábito de vasculhar lixeiras alheias como passatempo, acaba encontrando uma caixa de música chinesa e dá-lhe como presente. Clare decifra uma das inúmeras inscrições na caixa como "Sete Desejos", e deseja distraidamente para que Darcie, que pratica bullying com ela na escola, "apodrecesse". Eventualmente, Darcie desenvolve fascíite necrosante e acaba sendo levada para UTI. No mesmo dia, o cachorro de Clare, Max, morre no porão sob a sua casa depois de ter sido comido vivo por ratos. Clare percebe que a caixa concede os desejos, porém não entende que tais desejos vêm com consequências.
Clare faz um segundo desejo de que um menino popular chamado Paul se apaixone por ela. Como resultado, seu tio rico morre. Ao ouvir a notícia de sua morte, Clare então deseja que os bens dele sejam herdados para ela por meio do seu testamento. O parente deixa tudo para Clare. Consequentemente, a Sra. Deluca, uma vizinha amigável, sofre um acidente fatal. Clare recruta a ajuda de seu colega Ryan Hui para decifrar os símbolos da caixa de música. Uma parente de Ryan chamada Gina ajuda-os a descobrir que o significado dos símbolos dizem que a caixa concede sete desejos COM consequências. O quarto desejo de Clare é que seu pai pare de ser um vasculhador de lixeiras e ele imediatamente sofre uma mudança de personalidade. Logo depois, Gina decifra o significado da frase que diz: "Quando a música termina, o preço é pago com sangue." Depois que ela avisa Ryan, acaba morrendo empalada em uma escultura. Ryan encontra o corpo de Gina e confronta Clare para que ela pare de fazer pedidos para a caixa de música, o que ela se nega a fazer.
Clare faz um quinto desejo de que ela se torne popular, mas Clare logo fica infeliz com a atenção consequente e percebe que perdeu o relacionamento com seus amigos. Como consequência do desejo, Meredith fica presa em um elevador e, quando o cabo rompe, ela cai em direção a morte.
Ryan revela que depois que o sétimo desejo for concedido, a caixa de música irá reivindicar a alma do dono. As tentativas de destruir a caixa não têm êxito algum. Além disso, June rouba a caixa e Clare perde sua popularidade e tudo o que havia desejado. Clare recupera a caixa e o seu sexto desejo é de que sua mãe nunca tivesse se suicidado. A mãe de Clare bate na porta do quarto junto com suas irmãs mais novas. Clare mais tarde revira as pinturas de sua mãe e vê a caixa de música em uma delas. Ela conclui que sua mãe era um dos proprietários anteriores da caixa de música e que isso deve ter acarretado no suicídio original.
Quando Clare percebe que seu pai paga o preço pelo sexto desejo, o sétimo desejo de Clare é voltar ao dia em que seu pai encontrou a caixa. Prevenindo que seu pai encontrasse a caixa e apagando tudo o que aconteceu, Clare então pede a Ryan para enterrar a caixa. Clare acredita que está tudo bem, mas ela acaba sendo morta quando o namorado da Darcie acidentalmente a atropela com um carro, enfim pagando o preço final com seu sangue. A caixa de música pode ser ouvida tocando após a morte de Clare, indicando que o sétimo desejo de reverter o tempo foi equilibrado por sua própria morte.
Em uma cena no meio dos créditos, Ryan está se preparando para enterrar a caixa de música, mas fica intrigado com as inscrições nela e começa a pensar a respeito.

## Elenco
- Joey King como Clare Shannon
  - Raegan Revord como Clare Shannon mais jovem
- Ki Hong Lee como Ryan Hui
- Josephine Langford como Darcie Chapman
- Sydney Park como Meredith
- Alice Lee como Gina Hsu
- Ryan Phillippe como Jonathan Shannon, Pai da Clare
- Elisabeth Röhm como Johanna Shannon, Mãe falecidade da Clare
- Victor Sutton como August Shannon, Tio rico da Clare
- Mitchell Slaggert como Paul
- Shannon Purser como June
- Kevin Hanchard como Carl Morris
- Sherilyn Fenn como Sra. Deluca
- Jerry O'Connell como Alex (não creditado)

## Produção
O roteiro do filme foi votado na Black List, a sondagem anual de roteiros em produção que aconteceu em 2015. Em 27 de julho de 2016, foi anunciado que Wish Upon seria dirigido por John R. Leonetti. O filme foi produzido por Sherryl Clark e pela sua empresa de produção, Busted Shark Productions, e escrito por Barbara Marshall. Em agosto de 2016, Joey King foi escalada para o papel principal do filme, e em 9 de novembro de 2016 Ki Hong Lee foi anunciado para se juntar ao elenco. A produção do filme teve início em novembro de 2016 na cidade de Toronto.

## Lançamento
O primeiro teaser do filme foi lançado em 9 de fevereiro de 2017. O primeiro trailer estreou em 22 de março de 2017, e o segundo foi lançado em 22 de maio de 2017. Wish Upon foi lançado nos cinemas em 14 de julho de 2017 nos Estados Unidos e em 22 de julho de 2017 no Reino Unido.

### Marketing
A Broad Green Pictures concedeu sete desejos dos fãs enviados através do site oficial do filme.

## Recepção

### Bilheteria
Desde 11 de agosto de 2017, Wish Upon arrecadou US$ 13.8 milhões de bilheteria nos Estados Unidos e no Canadá e US$ 6.4 milhões em outros territórios, mundialmente totalizando US $ 20.2 milhões, contra o orçamento de produção avaliado em US$ 12 milhões.
Na América do Norte, Wish Upon foi lançado na abertura de Planeta dos Macacos: A Guerra, bem como a ampla expansão da comédia romântica The Big Sick, e foi previsto para que arrecadasse US$ 8-10 milhões em 2.100 salas de cinema no seu fim de semana de abertura. O filme arrecadou US$ 376 mil desde as prévias de quinta-feira à noite em 1.659 salas de cinema e US$ 2.3 milhões no seu primeiro dia. Esse valor subiu para US$ 5.5 milhões para o fim de semana de abertura, terminando em sétimo na bilheteria.

### Resposta da crítica
No agregador de análises Rotten Tomatoes, o filme possui uma classificação de aprovação de 17%, baseada em 76 avaliações, com uma nota média de 3.8/10. O consenso crítico do site diz: "Wish Upon não é assustador nem original, mas suas falhas fundamentais como um filme de terror podem tornar a exibição mais agradável para os entusiastas do gênero de filmes da meia-noite." No Metacritic, que atribui avaliações fazendo uma média aritmética ponderada das análises de sites variados, o filme tem uma pontuação de 32 em cada 100, baseado em 24 críticas, indicando "críticas geralmente desfavoráveis". As audiências pesquisadas pelo CinemaScore deram ao filme uma nota média de "C" em uma escala A + para F.